# アウシュヴィッツ・ビルケナウ博物館

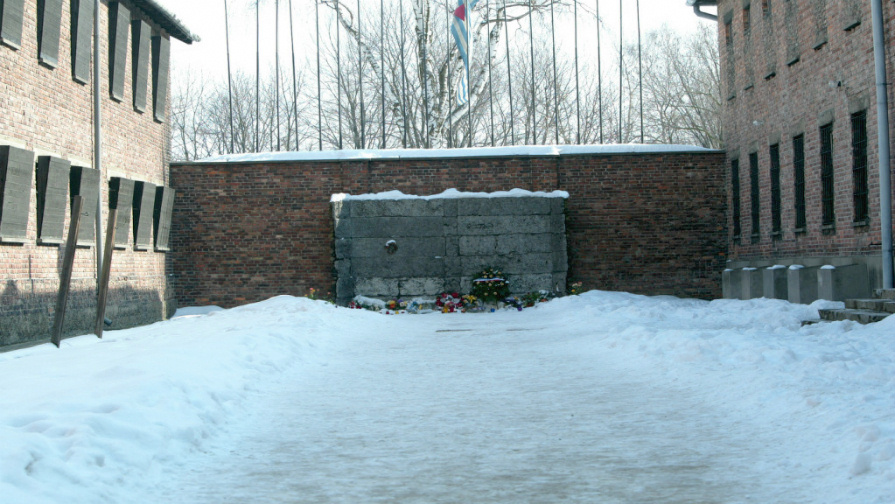
11ブロック傍

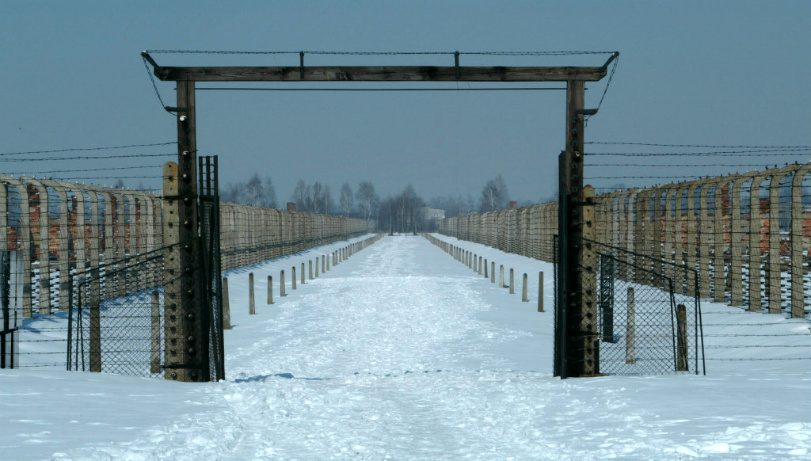
遺体焼却炉4、5へ続く門

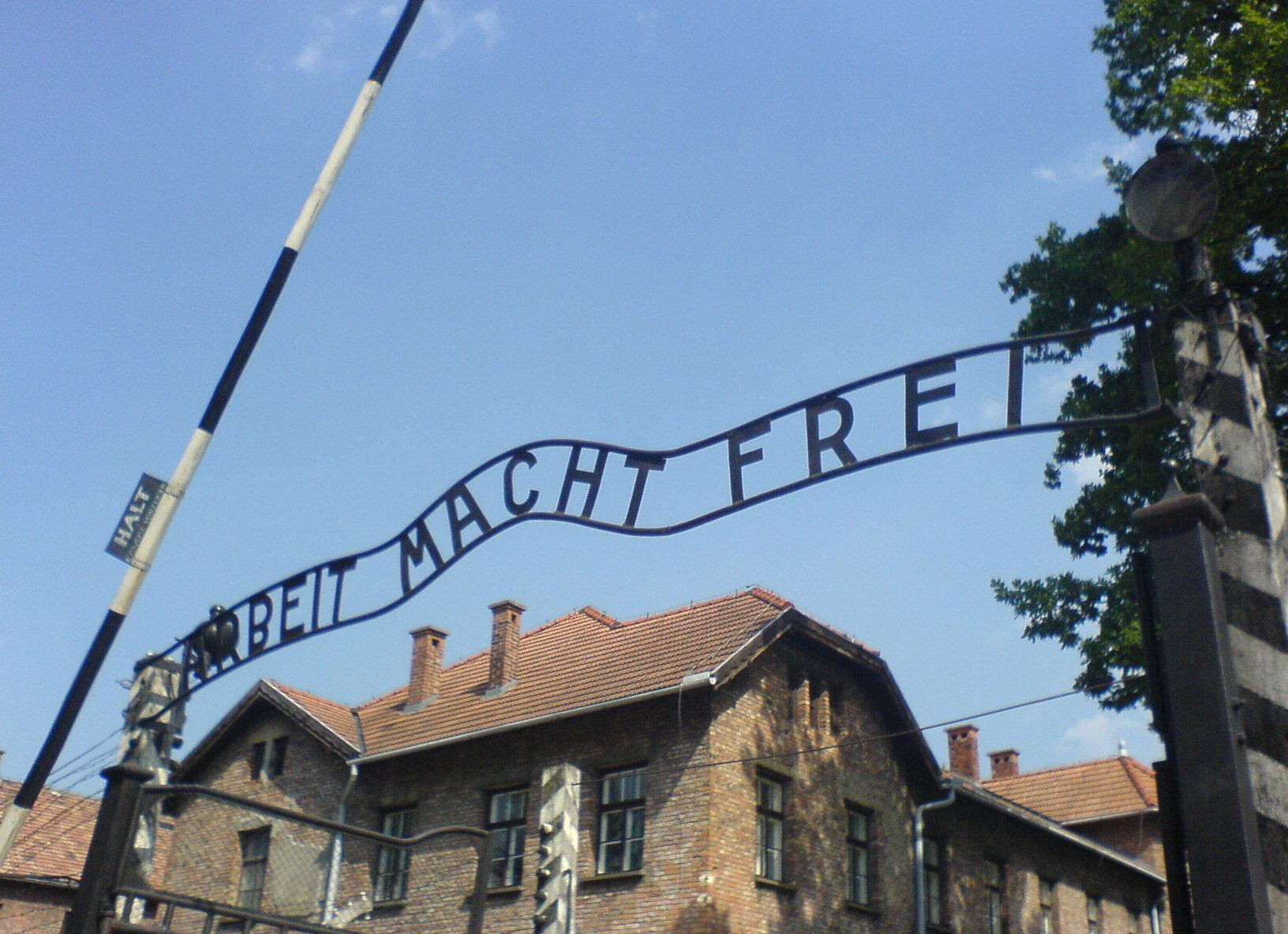
『労働は自由をつくる（Arbeit macht frei）』看板（アウシュヴィッツ1キャンプ）

アウシュヴィッツ・ビルケナウ博物館（アウシュヴィッツ・ビルケナウはくぶつかん、ポーランド語: Państwowe Muzeum Auschwitz-Birkenau w Oświęcimiu、英語：Auschwitz-Birkenau State Museum）は、ポーランド、オシフィエンチム（ドイツ語名: アウシュヴィッツ）アウシュヴィッツ・ビルケナウ絶滅収容所跡地に位置する博物館。

## 年表
- 1947年、ソビエト連邦からポーランドに収容所返還
- 1947年7月2日、博物館開設
- 1962年、ビルケナウの博物館周囲に予防地域を設置
- 1967年、記念碑設置
- 1977年、アウシュヴィッツ1 の博物館周囲に予防地域を設置
- 1979年、教皇ヨハネ・パウロ2世がアウシュヴィッツ2キャンプにおいて、約50万人とともにミサを行い、アウシュヴィッツ・ビルケナウ収容所ガス室で死亡した修道女エーディト・シュタインの列福を告げる。　ヨハネ・パウロ2世はキャンプを「私たちの時代のゴルゴダ（"Golgotha of our times"）」と発言
- 1979年、世界遺産登録
- 1984年、カルメル会はアウシュヴィッツ1キャンプ傍に修道院を開設
- 1988年、カルメル会は 11ブロック外に十字架を設置。カトリック教会は、カルメル会に1989年までに立ち退くことを命じる
- 1993年、カルメル会移動[3]
- 1995年、解放50周年記念式典。約1000名の元被収容者が参加。
- 2006年2月、ポーランドはイラン人研究者の訪問拒絶[4][5][6] 。
- 2009年12月18日、『労働は自由をつくる（Arbeit macht frei）』の看板が、スウェーデン人の元ネオナチ Anders Högströmにより盗まれる[7] 看板は取り戻され元の場所に設置
- 2010年5月、中欧でおこった洪水（2010 Central European floods）により一時的に閉鎖
- 2021年10月 - 木造収容施設9棟の外壁に反ユダヤのスローガンがペイントスプレーで落書きされる事件が発生。博物館は「追悼施設に対する攻撃である」と非難する声明を出した[8]。